# モクアイカウア教会

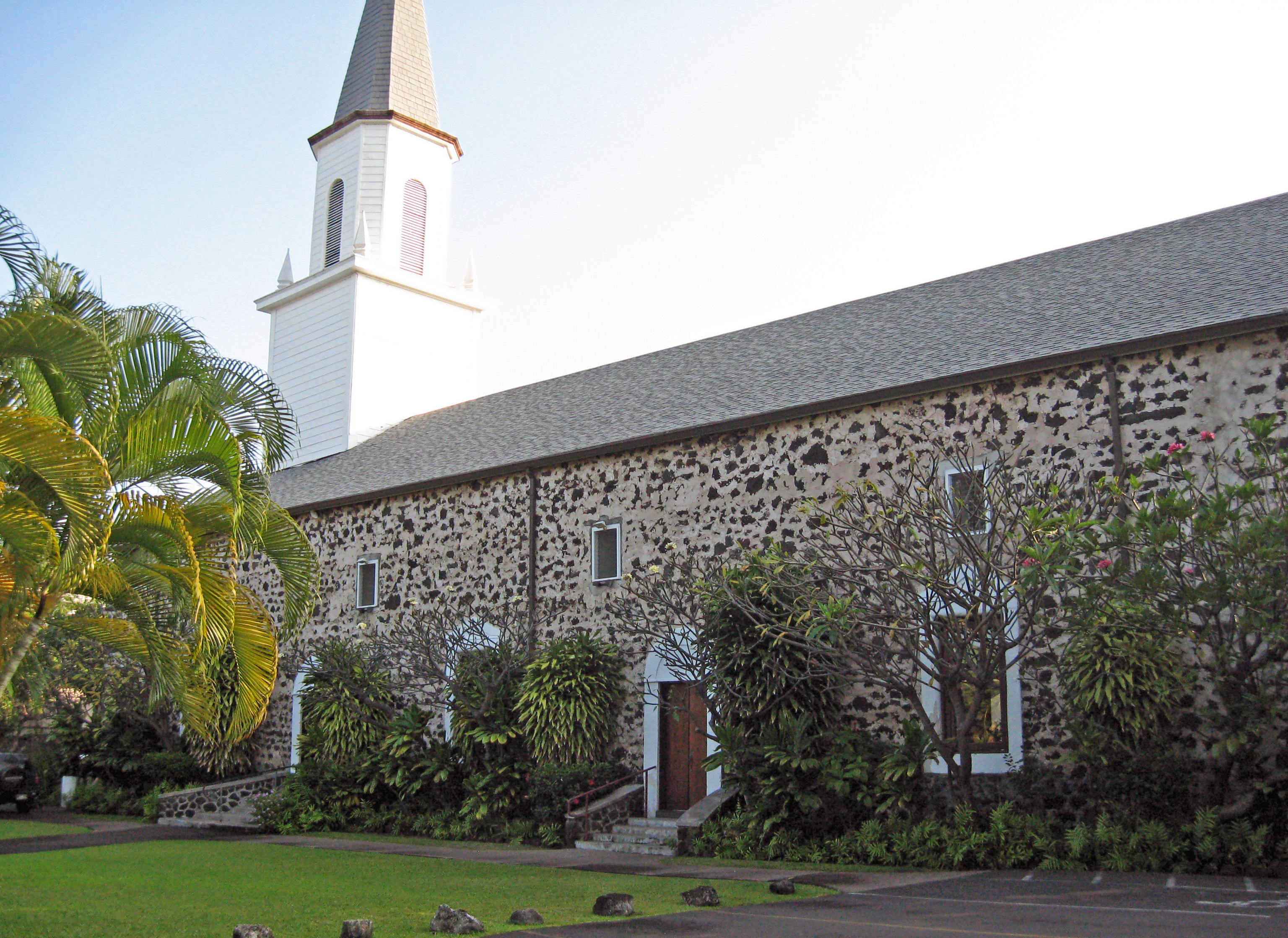
モクアイカウア教会

モクアイカウア教会（モクアイカウアきょうかい、Mokuaikaua Church）は、アメリカ合衆国ハワイ州ハワイ島のカイルア・コナにあるキリスト教会で、1820年に創始したハワイで初めての教会である（会衆派教会）。現在は会衆派が合同したキリスト連合教会に属している。

## 概要
宣教団体のアメリカン・ボードから派遣されて、オアフ島のカワイアハオ教会を創始したハイラム・ビンガム牧師（Hiram Bingham）と同じ船で1820年に着いたエイサ・サーストン牧師（Asa Thurston）の設計で、ニューイングランド形式の教会で、いまの教会堂は1837年に建設された。
日曜礼拝は2回行われていて、
- 09:00 Praise Teamと共に現代風の礼拝
- 11:00 'Ohana Choirと共に伝統的な礼拝

がある。 現在は会衆派キリスト教会（Congregational Christian Churches）が福音改革派教会（Evangelical and Reformed Church）と合同して1957年にできたキリスト連合教会（United Church of Christ）に属している。
コナの有名な海岸通りであるアリイ・ドライブ（Ali'i Drive）に面した大きな教会で、観光客も一度は写真を撮りに、歴史を学びに寄るところである。   

## 参照項目
- ハワイ島西（カイルア・コナ）のモクアイカウア教会、セントマイケル教会
- ハワイ島東（ヒロ）のハイリ教会、セントジョゼフ教会